# Oga (Giappone)
Oga (男鹿市?) è una città giapponese della prefettura di Akita.

## Società

### Tradizioni e folclore
Il Namahage è un rituale che si svolge durante la celebrazione del capodanno. Questo rito comporta la visita nelle case da parte di alcuni membri giovani del villaggio, travestiti con maschere demoniache e mantelli di paglia, i quali recano benedizioni, ammoniscono le giovani mogli e spaventano i bambini.